# 환의 표수
환론에서, (1을 갖춘) 환의 표수(標數, characteristic)는 그 환이 부분환으로 포함하는 순환환 {\displaystyle \mathbb {Z} /n\mathbb {Z} }의 크기 {\displaystyle n}이다. 만약 {\displaystyle \mathbb {Z} }를 부분환으로 포함할 경우, 환의 표수는 0으로 정의한다.

## 정의
{\displaystyle R}가 (1을 갖춘) 환이라고 하자. 정수환 {\displaystyle \mathbb {Z} }는 환의 범주 {\displaystyle \operatorname {Ring} }의 시작 대상이므로, 유일한 환 준동형 {\displaystyle \mathbb {Z} \to R}이 존재한다. 이 준동형의 핵은 {\displaystyle \mathbb {Z} }의 아이디얼이며, {\displaystyle (n)} ({\displaystyle n=0,1,2,\dots })의 꼴이다. 이 음이 아닌 정수 {\displaystyle n}을 환 {\displaystyle R}의 표수라고 한다.
표수가 0이 아닌 환 {\displaystyle R}는 순환환 {\displaystyle \mathbb {Z} /(n)=\mathbb {Z} /n\mathbb {Z} }를 부분환으로 가진다. 표수가 0인 환은 정수환 {\displaystyle \mathbb {Z} /(0)=\mathbb {Z} }를 부분환으로 가진다. 즉, {\displaystyle 1\in R}이라고 하면, 환의 표수는
{\displaystyle \underbrace {1+\cdots +1} _{n}=0}
인 가장 작은 양의 정수다. 만약 이러한 양의 정수가 존재하지 않는다면 환의 표수는 0이다.

### 유사환의 표수
유사환 {\displaystyle R}의 표수는 다음과 조건을 만족시키는 가장 작은 양의 정수 {\displaystyle n\in \mathbb {Z} ^{+}}이다.
{\displaystyle nr=\overbrace {r+\cdots +r} ^{n}=0\qquad \forall r\in R}
만약 이러한 양의 정수가 존재하지 않는다면, {\displaystyle R}의 표수는 0이다.
이렇게 정의한 유사환의 표수는 환의 표수와 일치한다. 이 정의는 유사환의 덧셈군 구조에만 의존하며, 따라서 일반적인 아벨 군에 대해서도 정의할 수 있다. 아벨 군의 원소들의 차수는 최소공배수에 대하여 닫혀 있으므로, (유사)환의 표수는 그 덧셈군의 원소들의 최대 차수와 같다. (만약 원소의 차수들의 상한이 존재하지 않는다면 표수는 0이다.)

## 성질
두 환 {\displaystyle R}, {\displaystyle S} 사이에 환 준동형 {\displaystyle R\to S}가 적어도 하나 이상 존재한다면, 항상
{\displaystyle \operatorname {char} S\mid \operatorname {char} R}
이다. 즉, {\displaystyle S}의 표수는 {\displaystyle R}의 표수의 약수이다. 특히, {\displaystyle R}와 {\displaystyle S}가 체인 경우, 체의 표수는 소수이므로 {\displaystyle \operatorname {char} S=\operatorname {char} R}이어야 한다.
모든 소환(특히, 모든 정역 · 체 · 나눗셈환)의 표수는 0이거나 아니면 소수이다. (이는 소환의 중심은 정역이고, 정역의 분수체는 체이며, 중심을 취하는 것과 분수체를 취하는 것은 표수를 바꾸지 않는 연산이기 때문이다.) 모든 순서체의 표수는 0이다.
표수가 소수 {\displaystyle p}인 유사환 {\displaystyle R}에서, 다음과 같은 분배 법칙이 성립하며, 이를 신입생의 꿈(新入生-, 영어: freshman’s dream)이라고 한다.
{\displaystyle (r+s)^{p}=r^{p}+s^{p}\qquad \forall r,s\in R}
이는 자명하지 않는 이항 계수들이 모두 {\displaystyle p}의 배수이므로 사라지게 되기 때문이다. 이 이름은 이 항등식이 신입생이나 저지를 수 있는 흔한 "실수"처럼 보이기 때문이다.

## 예
유사환 {\displaystyle R}의 단위화 {\displaystyle {\hat {R}}}의 표수는 항상 0이다.
환 {\displaystyle R} 및 모노이드 {\displaystyle M}에 대하여, 모노이드 환 {\displaystyle R[M]}의 표수는 {\displaystyle R}의 표수와 같다.
{\displaystyle \operatorname {char} R[M]=\operatorname {char} R}
모든 유한체의 표수는 소수이며, 유한체의 크기는 그 표수의 거듭제곱이다. 즉, 다음과 같다.
{\displaystyle \operatorname {char} \mathbb {F} _{p^{n}}=p}
체 {\displaystyle K}의 표수와, 그 대수적 폐포의 표수는 같다.
{\displaystyle \operatorname {char} {\bar {K}}=\operatorname {char} K}

## 참고 문헌
- Dummit, D. S., Foote, R. M. (1998). 《Abstract Algebra》 2판. Englewood Cliffs, New Jersey: Prentice-Hall. 422쪽.

## 같이 보기
- 프로베니우스 사상